# Hoa hậu Thế giới 2011
Hoa hậu Thế giới 2011, là cuộc thi Hoa hậu Thế giới lần thứ 61, được diễn ra vào ngày 6 tháng 11 năm 2011 tại Trung tâm triển lãm Earls Court ở thành phố Luân Đôn, Vương quốc Liên hiệp Anh và Bắc Ireland. Một phần của cuộc thi được diễn ra tại Edinburgh, Scotland từ ngày 23 tới ngày 27 tháng 10 năm 2011. Alexandria Mills từ Hoa Kỳ đã trao lại vương miện Hoa hậu Thế giới cho Ivian Sarcos từ đất nước của các hoa hậu Venezuela.

## Kết quả cuộc thi

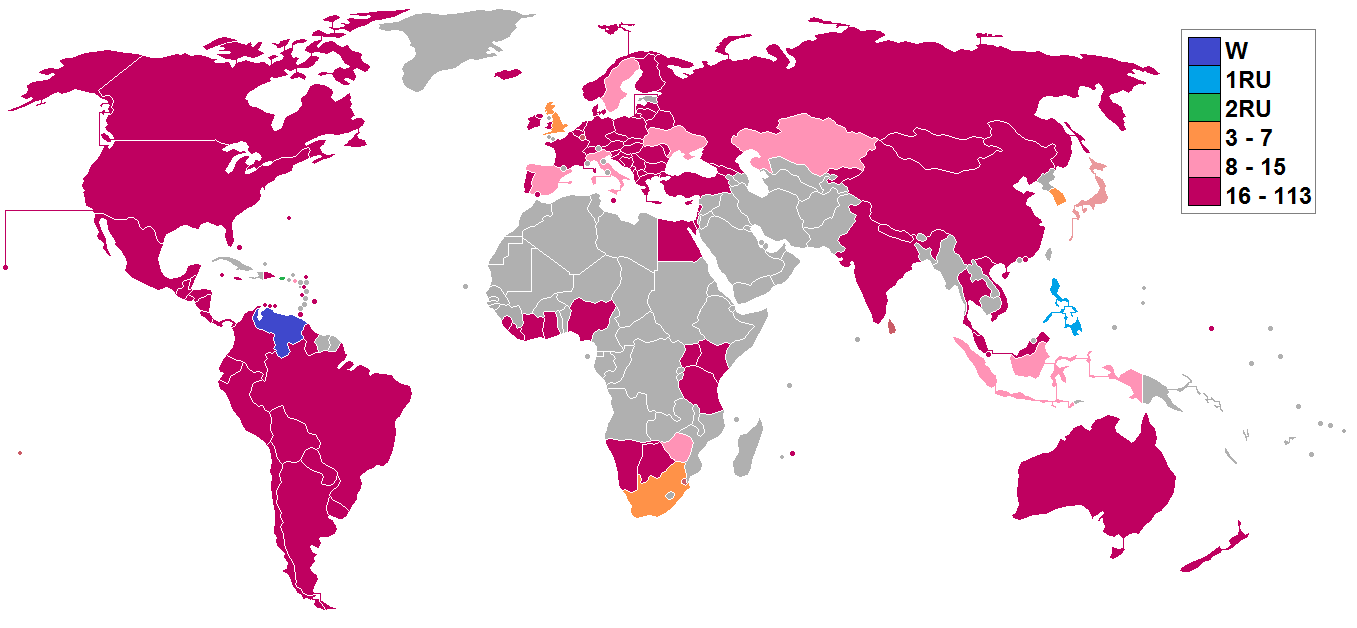
Các quốc gia và vùng lãnh thổ tham dự cuộc thi và các kết quả.

### Kết quả chung cuộc
| Kết quả               | Thí sinh |
| --------------------- | --- |
| Hoa hậu Thế giới 2011 | - Venezuela – Ivian Sarcos |
| Á hậu 1               | - Philippines – Gwendoline Ruais |
| Á hậu 2               | - Puerto Rico – Amanda Vilanova |
| Top 7                 | - Anh – Alize Lily Mounter - Hàn Quốc – Kyung Min Doe - Nam Phi – Bokang Montjane - Scotland – Jennifer Reoch |
| Top 15                | - Indonesia – Astrid Yunadi - Ý – Tania Bambaci - Kazakhstan – Zhanna Zhumaliyeva - Tây Ban Nha – Carla García - Thụy Điển – Nicoline Artursson - Ukraine – Iaroslava Kuriacha - Quần đảo Virgin (Mỹ) – Esonica Veira - Zimbabwe – Malaika Mushandu                                                                     |
| Top 20                | - Botswana – Karabo Sampson - Chile – Gabriela Pulgar - Guatemala – Lourdes Figueroa - Saint Barthélemy – Johanna Sansano - Paraguay – Nicole Huber |
| Top 31                | - Úc – Amber Greasley - Brazil – Juceila Bueno - Canada – Riza Santos - Hungary – Linda Szunai - Ấn Độ – Kanishtha Dhankhar - Nhật Bản – Midori Tanaka - New Zealand – Mianette Broekman - Nga – Natalia Gantimurova - Serbia – Milica Tepavac - Thái Lan – Patcharida Blatchford - Trinidad và Tobago – Lee-Ann Forbes |

### Các phần thi phụ

#### Hoa hậu Bãi biển
Phần thi Hoa hậu Bãi biển đã được diễn ra tại Marriott Country Hall, Luân Đôn vào ngày 29 tháng 10 năm 2011 bên cạnh phần thi Hoa hậu Siêu mẫu. Các giám khảo đã chọn ra top 36 rồi cân nhắc chọn ra top 20 cô gái trình diễn trong ngày 2 tháng 11 năm 2011.
| Kết quả     | Thí sinh |
| ----------- | --- |
| Chiến thắng | - Anh - Alize Lily Mounter |
| Top 20      | - Bolivia - Yohana Vaca - Brazil - Juceila Bueno - Ý - Tania Bambaci - Kazakhstan - Zhanna Zhumaliyeva - Hàn Quốc - Kyung Min Doe - Martinique - Axelle Perrier - New Zealand - Mianette Broekman - Bắc Ireland - Finola Guinnane - Paraguay - Nicole Huber - Philippines - Gwendoline Ruais - Puerto Rico - Amanda Vilanova - Nga - Natalia Gantimurova - Saint Barthelemy - Johanna Sansano - Serbia - Milica Tepavac - Tây Ban Nha - Carla García - Thụy Điển - Nicoline Artursson - Ukraina - Iaroslava Kuriacha - Venezuela - Ivian Sarcos - Zimbabwe - Malaika Mushandu |
| Top 36      | - Argentina - Antonella Kruger - Aruba - Gillain Berry - Belarus - Anastasia Harlanova - Bermuda - Jana Lynn Outerbridge - Pháp - Clémence Oleksy - Hungary - Linda Szunai - Israel - Ella Ran - Nhật Bản - Midori Tanaka - Mauritius - Joelle Nagapen - Moldova - Veronica Popovici - Panama - Irene Núñez - Nam Phi - Bokang Montjane - Uganda - Sylvia Namutebi - Hoa Kỳ - Erin Cummins - Quần đảo Virgin (Mỹ) - Esonica Veira - Wales - Sara Manchipp |

#### Hoa hậu Siêu mẫu
Phần thi Siêu mẫu đã diễn ra tại Marriott Country Hall, Luân Đôn vào ngày 29 tháng 10 năm 2011 cùng với phần thi Hoa hậu Bãi biển. Đây là danh sách 20 cô gái tham gia phần thi trình diễn thời trang.
| Kết quả     | Thí sinh |
| ----------- | --- |
| Chiến thắng | - Kazakhstan - Zhanna Zhumaliyeva |
| Top 20      | - Albania - Isi Topçiu-Ulaj - Argentina - Antonella Kruger - Úc - Amber Greasley - Barbados – Taisha Carrington - Bolivia - Yohana Vaca - Trung Quốc – Lưu Thần - Anh - Alize Lily Mounter - Pháp - Clémence Oleksy - Ấn Độ - Kanishtha Dhankar - Ý - Tania Bambaci - Nhật Bản - Midori Tanaka - Kenya - Susan Anyango - Hàn Quốc - Kyung Min Doe - Martinique - Axelle Perrier - Philippines - Gwendoline Ruais - Thụy Điển - Nicoline Artursson - Ukraina - Iaroslava Kuriacha - Venezuela - Ivian Sarcos - Zimbabwe - Malaika Mushandu |

#### Hoa hậu Thể thao
Phần thi Thể thao đã được công bố vào ngày 22 tháng 10 năm 2011. Đây là 24 cô gái vào vòng bán kết và họ sẽ được chia đều ra thành 4 nhóm để tham gia phần thi chung kết diễn ra tại khách sạn Crieff Hydro, Edinburgh, Scotland vào ngày 24 tháng 10 năm 2011..
| Các nhóm    | Các thí sinh |
| ----------- | --- |
| Chiến thắng | - Cộng hòa Dominican – Marianly Tejada |
| Nhóm 1      | - Úc – Amber Greasley - Bahamas – Sasha Joyce - Bolivia – Yohana Vaca - Bonaire – Benazir Charles - Chile – Gabriela Pulgar - Canada – Riza Santos                                 |
| Nhóm 2      | - Botswana – Karabo Sampson - Cộng hòa Séc – Denisa Domanská - Đan Mạch – Maya Olesen - Guatemala – Lourdes Figueroa - Hungary – Linda Szunai                                      |
| Nhóm 3      | - Đức – Sabrina-Nathalie Reitz - Jamaica – Danielle Crosskill - Latvia – Alise Miškovska - Panama – Irene Núñez - Paraguay – Nicole Huber - Bồ Đào Nha – Barbara Franco            |
| Nhóm 4      | - Puerto Rico – Amanda Vilanova - Scotland – Jennifer Reoch - Singapore – May Hsu - Thụy Điển – Nicoline Artursson - Trinidad & Tobago – Lee-Ann Forbes - Uganda – Sylvia Namutebi |

#### Hoa hậu Tài năng
Phần thi Tài năng đã dược công bố vào ngày 22 tháng 10 năm 2011. Đây là danh sách 20 cô gái được chọn vào vòng bán kết. Sau khi cân nhắc, các giám khảo đã chọn ra 11 thí sinh biểu diễn tại phòng khiêu vũ của khách sạn Hilton Park Lane, Luân Đôn vào ngày 31 tháng 10 năm 2011.
| Kết quả     | Thí sinh |
| ----------- | --- |
| Chiến thắng | - Chile – Gabriela Pulgar |
| Top 11      | - Trung Quốc – Lưu Thần - Guatemala – Lourdes Figueroa - Indonesia – Astrid Ellena - Kazakhstan – Zhanna Zhumaliyeva - Litva – Ieva Gervinskaité - Paraguay – Nicole Huber - Puerto Rico – Amanda Vilanova - Saint Barthelemy – Johanna Sansano - Ukraina – Yaroslava Kuriacha - Quần đảo Virgin (Mỹ) – Esonica Veira |
| Top 20      | - Barbados – Taisha Carrington - Canada – Riza Santos - Quần đảo Cayman – Lindsay Japal - Cộng hòa Séc – Denisa Domanská - Iceland – Sigrún Eva Ármannsdóttir - Latvia – Alise Miškovska - Malta – Claire Busuttil - Nam Phi – Bokang Montjane - Venezuela – Ivian Sarcos                                             |

#### Hoa hậu Nhân ái
Các dự án nhân ái trong khuôn khổ cuộc thi Hoa hậu Thế giới 2011 đã được công bố vào ngày 2 tháng 11 năm 2011. Có 30 thí sinh lọt vào danh sách đề cử.
| Kết quả     | Thí sinh |
| ----------- | --- |
| Chiến thắng | - Ghana – Stephanie Karikari - Indonesia – Astrid Ellena |
| Top 30      | - Argentina – Antonella Kruger - Bahamas – Sasha Joyce - Barbados – Taisha Carrington - Bonaire – Benazir Charles - Botswana – Karabo Sampson - Ecuador – María Verónica Vargas - Anh – Alize Lily Mounter - Guatemala – Lourdes Figueroa - Ấn Độ – Kanishtha Dhankar - Kenya – Susan Anyango - Latvia – Alise Miškovska - Liberia – Meenakshi Subramani - Malaysia – Chloe Chen - Malta – Claire Marie Busuttil - Namibia – Luzaan van Wyk - Nepal – Malina Joshi - Perú – Odilia Garcia - Philippines – Gwendoline Ruais - Puerto Rico – Amanda Vilanova - Scotland – Jennifer Reoch - Nam Phi – Bokang Montjane - Tây Ban Nha – Carla García - Sri Lanka – Pushpika De Silva - Thụy Điển – Nicoline Artursson - Tanzania – Salha Israel - Thái Lan – Patcharida Blatchford - Quần đảo Virgin (Mỹ) – Esonica Veira - Zimbabwe – Malaika Mushandu |

### Giải thưởng nhà thiết kế tài năng
- Chiến thắng:  Thổ Nhĩ Kỳ - Gizem Karaca.

## Các thí sinh
| Quốc gia/Vùng lãnh thổ | Thí sinh                 | Tuổi | Chiều cao (cm) | Chiều cao (ft) | Quê hương                 |
| Albania                | Isi Topçiu-Ulaj          | 18   | 180            | 5’11"          | Tirana                    |
| Argentina              | Antonella Kruger         | 19   | 172            | 5’7"           | Buenos Aires              |
| Aruba                  | Gillain Berry            | 24   | 175            | 5’9"           | Oranjestad                |
| Úc                     | Amber Greasley           | 18   | 178            | 5’10"          | Brisbane                  |
| Áo                     | Julia Hofer              | 19   | 174            | 5’8"           | Mayrhofen                 |
| Bahamas                | Sasha Joyce              | 23   | 176            | 5’9"           | Freeport                  |
| Barbados               | Taisha Carrington        | 18   | 167            | 5’5"           | Bridgetown                |
| Belarus                | Anastasia Harlanova      | 21   | 176            | 5’9"           | Gomel                     |
| Bỉ                     | Justine De Jonckheere    | 19   | 173            | 5’8"           | Wevelgem                  |
| Belize                 | Kadejah Tunn             | 17   | 163            | 5’4"           | Thành phố Belize          |
| Bermuda                | Jana Lynn Outerbridge    | 22   | 170            | 5’7"           | St.George's               |
| Bolivia                | Yohana Vaca              | 23   | 177            | 5’9"           | Santa Cruz                |
| Bonaire                | Benazir Charles          | 19   | 176            | 5’9"           | Kralendijk                |
| Bosna & Hercegovina    | Snežana Kuzmanović       | 16   | 178            | 5’10"          | Laktaši                   |
| Botswana               | Karabo Sampson           | 20   | 171            | 5’7"           | Tshabong                  |
| Brazil                 | Juceila Bueno            | 22   | 180            | 5’11"          | Veracruz                  |
| Bulgaria               | Vania Peneva             | 23   | 178            | 5’10"          | Kazanlak                  |
| Canada                 | Riza Santos              | 23   | 170            | 5’7"           | Calgary                   |
| Quần đảo Cayman        | Lindsay Japal            | 23   | 175            | 5’9"           | George Town               |
| Chile                  | Gabriela Pulgar          | 22   | 175            | 5’9"           | Viña del Mar              |
| Trung Quốc             | Lưu Thần                 | 25   | 180            | 5’11"          | Cáp Nhĩ Tân               |
| Colombia               | Monica Restrepo          | 21   | 174            | 5’8"           | Bogotá                    |
| Costa Rica             | Paola Chaverri           | 19   | 180            | 5’11"          | Heredia                   |
| Bờ Biển Ngà            | Kohiman Kouadio          | 18   | 180            | 5’11"          | Gagnoa                    |
| Croatia                | Katarina Prnjak          | 20   | 170            | 5’7"           | Šibenik                   |
| Curaçao                | Monifa Jansen            | 18   | 176            | 5’9"           | Willemstad                |
| Síp                    | Orthodoxia Panagi        | 19   | 170            | 5’7"           | Nicosia                   |
| Cộng hòa Séc           | Denisa Domanská          | 19   | 174            | 5’8"           | Koryčany                  |
| Đan Mạch               | Maya Olesen              | 20   | 175            | 5’9"           | Christiansfeld            |
| Cộng hòa Dominican     | Marianly Tejada          | 20   | 178            | 5’10"          | San Francisco de Macorís  |
| Ecuador                | María Verónica Vargas    | 21   | 175            | 5’9"           | Guayaquil                 |
| Ai Cập                 | Donia Hamed              | 23   | 179            | 5’10"          | Cairo                     |
| El Salvador            | Marcela Castro           | 17   | 172            | 5’8"           | San Salvador              |
| Anh                    | Alize Lily Mounter       | 22   | 180            | 5’11"          | Luân Đôn                  |
| Phần Lan               | Sara Sieppi              | 19   | 173            | 5’8"           | Oulu                      |
| Pháp                   | Clémence Oleksy          | 20   | 176            | 5’9"           | Vichy                     |
| Gruzia                 | Janet Kerdikoshvili      | 19   | 174            | 5’8"           | Tbilisi                   |
| Đức                    | Sabrina-Nathalie Reitz   | 21   | 174            | 5’8"           | Langenselbold             |
| Ghana                  | Stephanie Karikari       | 18   | 173            | 5’8"           | Atwima                    |
| Gibraltar              | Michelle Pedersen        | 23   | 173            | 5’8"           | Gibraltar                 |
| Hy Lạp                 | Eleni Miariti            | 21   | 178            | 5’10"          | Athens                    |
| Guadeloupe             | Frédérique Grainville    | 20   | 171            | 5’7"           | Saint-Claude              |
| Guam                   | Siera Robertson          | 21   | 178            | 5’10"          | Yona                      |
| Guatemala              | Lourdes Figueroa         | 23   | 177            | 5’9"           | Thành phố Guatemala       |
| Honduras               | Beatriz Ochoa            | 17   | 173            | 5’8"           | Choloma                   |
| Hồng Kông              | Chu Hi Mẫn               | 24   | 175            | 5’9"           | Hồng Kông                 |
| Hungary                | Linda Szunai             | 18   | 172            | 5’7"           | Nagykovácsi               |
| Iceland                | Sigrún Eva Ármannsdóttir | 18   | 180            | 5’11"          | Akranes                   |
| Ấn Độ                  | Kanishtha Dhankar        | 22   | 177            | 5’8"           | Mumbai                    |
| Indonesia              | Astrid Ellena            | 21   | 170            | 5’7"           | Surabaya                  |
| Ireland                | Holly Carpenter          | 19   | 177            | 5’9"           | Dublin                    |
| Israel                 | Ella Ran                 | 21   | 182            | 5’11"          | Herzliya                  |
| Ý                      | Tania Bambaci            | 21   | 183            | 6’0"           | Barcellona Pozzo di Gotto |
| Jamaica                | Danielle Crosskill       | 26   | 169            | 5’7"           | Kingston                  |
| Nhật Bản               | Midori Tanaka            | 22   | 170            | 5’7"           | Okayama                   |
| Kazakhstan             | Zhanna Zhumaliyeva       | 24   | 179            | 5’10"          | Uralsk                    |
| Kenya                  | Susan Anyango            | 19   | 182            | 5’11"          | Nairobi                   |
| Hàn Quốc               | Kyung Min Doe            | 20   | 175            | 5’9"           | Daegu                     |
| Kyrgyzstan             | Nazira Nurzhanova        | 24   | 174            | 5’8"           | Bishkek                   |
| Latvia                 | Alise Miškovska          | 23   | 174            | 5’8"           | Daugavpils                |
| Liban                  | Yara Khoury-Mikhael      | 19   | 176            | 5’9"           | Beirut                    |
| Liberia                | Meenakshi Subramani      | 23   | 172            | 5’8"           | Monrovia                  |
| Litva                  | Ieva Gervinskaité        | 21   | 177            | 5’9"           | Skuodas                   |
| Bắc Macedonia          | Vesna Jakimovska         | 19   | 174            | 5’8"           | Skopje                    |
| Malaysia               | Chloe Chen               | 21   | 175            | 5’9"           | Kuala Lumpur              |
| Malta                  | Claire Marie Busuttil    | 22   | 173            | 5’8"           | Valletta                  |
| Martinique             | Axelle Perrier           | 19   | 175            | 5’9"           | Fort-de-France            |
| Mauritius              | Joelle Nagapen           | 22   | 168            | 5’6"           | St. Pierre                |
| México                 | Gabriela Palacio         | 22   | 177            | 5’9"           | Aguascalientes            |
| Moldova                | Veronica Popovici        | 21   | 175            | 5’9"           | Chişinău                  |
| Mông Cổ                | Buyankhishig Unurbayar   | 21   | 177            | 5’9"           | Ulaanbaatar               |
| Montenegro             | Maja Maraš               | 20   | 175            | 5’9"           | Podgorica                 |
| Namibia                | Luzaan van Wyk           | 24   | 179            | 5'10"          | Windhoek                  |
| Nepal                  | Malina Joshi             | 23   | 169            | 5’6"           | Dharan                    |
| Hà Lan                 | Jill Lauren De Robles    | 22   | 175            | 5’9"           | Drenthe                   |
| New Zealand            | Mianette Broekman        | 22   | 174            | 5’8"           | Auckland                  |
| Nicaragua              | Darling Trujillo         | 24   | 178            | 5’10"          | Ciudad Dario              |
| Nigeria                | Sylvia Nduka             | 20   | 180            | 5’11"          | Isuofia                   |
| Bắc Ireland            | Finola Guinnane          | 22   | 172            | 5’7"           | Drumbo                    |
| Na Uy                  | Anna Zahl                | 23   | 170            | 5’7"           | Sortland                  |
| Panama                 | Irene Núñez              | 23   | 175            | 5’9"           | Veraguas                  |
| Paraguay               | Nicole Huber             | 21   | 175            | 5’9"           | Asunción                  |
| Perú                   | Odilia Garcia            | 24   | 184            | 6’0"           | Lima                      |
| Philippines            | Gwendoline Ruais         | 22   | 183            | 6’0"           | Muntinlupa                |
| Ba Lan                 | Angelika Ogryzek         | 19   | 176            | 5’9"           | Szczecin                  |
| Bồ Đào Nha             | Barbara Franco           | 19   | 174            | 5’8"           | Ribeira Brava             |
| Puerto Rico            | Amanda Vilanova          | 19   | 173            | 5’8"           | San Juan                  |
| România                | Alexandra Stanescu       | 21   | 175            | 5’9"           | Pucioasa                  |
| Nga                    | Natalia Gantimurova      | 20   | 181            | 5’11"          | Moskva                    |
| St. Barthelemy         | Johanna Sansano          | 21   | 174            | 5’8"           | Gustavia                  |
| Scotland               | Jennifer Reoch           | 22   | 180            | 5’11"          | Glasgow                   |
| Serbia                 | Milica Tepavac           | 23   | 176            | 5’9"           | Sombor                    |
| Sierra Leone           | Swadu Natasha Beckley    | 22   | 183            | 6’0"           | Freetown                  |
| Singapore              | May Hsu                  | 21   | 171            | 5’7"           | Singapore                 |
| Slovakia               | Michaela Ňurciková       | 20   | 178            | 5’10"          | Nové Zámky                |
| Slovenia               | Lana Mahnič Jekoš        | 21   | 176            | 5’9"           | Grosuplje                 |
| Nam Phi                | Bokang Montjane          | 24   | 175            | 5’5"           | Johannesburg              |
| Tây Ban Nha            | Carla García             | 20   | 176            | 5’9"           | Las Palmas                |
| Sri Lanka              | Pushpika De Silva        | 21   | 180            | 5’11"          | Colombo                   |
| Thụy Điển              | Nicoline Artursson       | 18   | 177            | 5’9"           | Halmstad                  |
| Tanzania               | Salha Israel             | 18   | 168            | 5’6"           | Ilala                     |
| Thái Lan               | Patcharida Blatchford    | 20   | 178            | 5’10"          | Băng Cốc                  |
| Trinidad & Tobago      | Lee-Ann Forbes           | 21   | 183            | 6’0"           | Saint James               |
| Thổ Nhĩ Kỳ             | Gizem Karaca             | 18   | 171            | 5’7"           | Istanbul                  |
| Uganda                 | Sylvia Namutebi          | 23   | 175            | 5’9"           | Kampala                   |
| Ukraina                | Iaroslava Kuriacha       | 19   | 176            | 5’9"           | Odessa                    |
| Hoa Kỳ                 | Erin Cummins             | 19   | 177            | 5’9"           | Seattle                   |
| Quần đảo Virgin (Mỹ)   | Esonica Veira            | 22   | 172            | 5’8"           | Saint Thomas              |
| Uruguay                | Belen Sogliano           | 18   | 171            | 5’7"           | Montevideo                |
| Venezuela              | Ivian Sarcos             | 22   | 180            | 5’11"          | Guanare                   |
| Việt Nam               | Victoria Phạm Thuý Vy    | 21   | 173            | 5’8"           | California                |
| Wales                  | Sara Manchipp            | 21   | 160            | 5’3"           | Port Talbot               |
| Zimbabwe               | Malaika Mushandu         | 19   | 182            | 5’11"          | Harare                    |

## Sự trở lại của một số quốc gia và vùng lãnh thổ
| - Lần cuối cùng tham dự là năm 1995: - Bermuda - Lần cuối cùng tham dự là năm 1996: - Bonaire - Guam - Lần cuối cùng tham dự là năm 2005 - Nicaragua | - Lần cuối cùng tham dự là năm 2008: - Chile - Lần cuối cùng tham dự là năm 2009: - Áo - Cộng hòa Dominica - Liberia - Slovenia |

## Các chú ý khác về cuộc thi

### Giám khảo
- Julia Morley - Chủ tịch của cuộc thi Hoa hậu Thế giới
- Denise Perrier – Hoa hậu Thế giới 1953
- Antigone Costanda – Hoa hậu Thế giới 1954
- Cindy Breakspeare – Hoa hậu Thế giới 1976
- Linda Pétursdóttir – Hoa hậu Thế giới 1988
- Agbani Darego – Hoa hậu Thế giới 2001
- Trương Tử Lâm – Hoa hậu Thế giới 2007
- Ksenia Sukhinova – Hoa hậu Thế giới 2008
- Kaiane Aldorino – Hoa hậu Thế giới 2009
- Krish Naidoo - Đại sứ quốc tế của Hoa hậu Thế giới
- Mike Dixon - Giám đốc âm nhạc
- George Kotsiopoulos - Tạo mẫu
- Warren Batchelor - Nhà sản xuất Hoa hậu Thế giới
- Andrew Minarik - Tạo mẫu tóc và trang điểm

### Các ghi nhận lịch sử
- Venezuela chiến thắng tại cuộc thi Hoa hậu Thế giới lần thứ 6.
- Buổi trình diễn có hiển thị bảng điểm trên hệ thống. Top 30 thí sinh vào vòng trong được hiển thị điểm số thông qua các kết quả từ các vòng thi phụ.
- Lần đầu tiên người chiến thắng từ các phần thi phụ không được đặc cách vào bán kết, thay vào đó điểm số được tích luỹ cho các thí sinh.
- Anh và Indonesia lần đầu tiên đạt được những vị trí cao nhất tại cuộc thi.
- Các quốc gia có mặt trong vòng bán kết của năm trước: Ý, Puerto Rico, Scotland, Nam Phi và Venezuela.
- Zimbabwe lần cuối vào bán kết là năm 1994.
- Philippines và Quần đảo Virgin (Mỹ) lần cuối vào bán kết là năm 2005.
- Thuỵ Điển lần cuối vào bán kết là năm 2007.
- Tây Ban Nha và Ukraina lần cuối vào bán kết là năm 2008.
- Kazakhstan và Hàn Quốc lần cuối vào bán kết là năm 2009.

### Lần đầu tham dự
- Kyrgyzstan
- Saint Barthelemy

### Bỏ cuộc
- Angola: Edmilza Santos không thể tham dự cuộc thi vì không có thị thực nhập cảnh vào Vương quốc Anh.[11]
- Cape Verde: Tirzah Évora bỏ cuộc vì cô không có thị thực nhập cảnh.[11]
- Ethiopia: Melkam Endale không thể tham dự cuộc thi vì không có thị thực nhập cảnh.[12]
- Polynésie thuộc Pháp
- Guyana: Arti Cameron không thể tham dự cuộc thi vì không có thị thực nhập cảnh.[11]
- Lesotho
- Luxembourg
- Ma Cao
- Malawi
- St. Kitts & Nevis
- St. Lucia
- Suriname
- Zambia

### Các sự chỉ định
- Albania: Isi Topçiu-Ulaj đại diện cho Albania, cô là Á hậu 3 cuộc thi Hoa hậu Hoàn vũ Albania 2010.
- Belarus: Anastasiya Kharlanava đại diện cho Belarus, sau khi không có cuộc thi quốc gia vì Belarus tổ chức cuộc thi Hoa hậu Belarus 2 năm 1 lần. Lần cuối cùng là năm 2010 và Anastasiya là Á hậu 2 cuộc thi năm đó.
- Curaçao: Monifa Jansen được chú ý từ Senorita Kòrsou World 2011 sau khi cô không thành công tại Hoa hậu Hoàn vũ 2011 bở cô không đạt được độ tuổi tối thiểu quy định.
- Ai Cập: Donia Hamed được chọn làm đại diện cho Ai Cập sau khi không có cuộc thi cấp quốc gia nào diễn ra. Donia đã từng tham dự Hoa hậu Hoàn vũ Ai Cập 2010.
- Hy Lạp: Eleni Miariti được chọn làm đại diện cho Hy Lạp, sau khi không có cuộc thi cấp quốc gia nào diễn ra vì lý do chính trị. Cô được lựa chọn trong vòng phỏng vấncác cô gái tham dự cuộc thi Hoa hậu Thế giới Hy Lạp vào ngày 8 tháng 10.[13]
- Guatemala: Lourdes Figueroa được chọn là đại diện của Guatemala tại Hoa hậu Thế giới 2011, cô là Hoa hậu Guatemala 2009 và đã tham dự Hoa hậu Hoàn vũ 2009
- Mông Cổ: Buyankhishig Unurbayar.
- Nicaragua: Darling Trujillo được chọn là Hoa hậu Thế giới Nicaragua 2011 sau khi giám đốc cuộc thi quốc gia mới Denis Davila, có được bản quyền cử đại diện Nicaragua tới Hoa hậu Thế giới.
- Hoa Kỳ: Erin Cummins được chọn làm đại diện cho Xứ cờ hoa tại Hoa hậu Thế giới bởi Elite Models, đơn vị giữ bản quyền cử thí sinh Mỹ tham dự Hoa hậu Thế giới. Cummins làm việc cho Elite Models như một người mẫu chuyên nghiệp.
- Quần đảo Virgin (Mỹ): Esonica Veira được chọn là đại diện cho Quần đảo Virgin (Mỹ), cô là Á hậu 1 cuộc thi Hoa hậu Hoàn vũ Quần đảo Virgin (Mỹ) năm 2011.
- Việt Nam: Victoria Phạm Thúy Vy được chọn là đại diện cho Việt Nam sau khi Hoa hậu Việt Nam 2010 Đặng Thị Ngọc Hân tiếp tục từ chối nhận lời tham gia cuộc thi, cô là Á hậu 2 cuộc thi Hoa hậu Thế giới người Việt 2010.

### Thay thế
- Áo: Julia Hofer đã thay thế cho người chiến thắng trong cuộc thi Hoa hậu Áo 2011, Carmen Stamboli, bởi vì Carmen đã quá tuổi quy định của tổ chức Hoa hậu Thế giới. Julia là Á hậu 1 cuộc thi hoa hậu cấp quốc gia.
- Mauritius: Joelle Nagapen thay thế cho Laetitia Darche khi Laetitia tham dự cuộc thi Hoa hậu Liên lục địa 2011. Joelle là Á hậu 1 cuộc thi Hoa hậu Mauritius 2010.
- México: Cynthia de la Vega đã bị thay thế bởi Gabriela Palacio sau khi cô không hoàn thành nhiệm vụ của Hoa hậu Thế giới Mexico và bị truất vương miện.

## Các thí sinh từng tham gia các cuộc thi khác
| Hoa hậu Hoàn vũ 2011 - Aruba - Gillain Berry - Bỉ - Justine De Jonckheere - Liban - Yara Khoury-Mikhael - Nga - Natalia Gantimurova - Nam Phi - Bokang Montjane Hoa hậu Trái Đất 2011 - Paraguay - Nicole Huber - Top 16 Hoa hậu Du lịch châu Âu 2011 - Đức - Sabrina-Nathalie Reitz Hoa hậu Da vàng Quốc tế 2011 - Nicaragua: Darling Trujillo - Chiến thắng Hoa hậu Áo tắm Quốc tế 2011 - Nicaragua - Darling Trujillo Nữ hoàng sắc đẹp toàn cầu 2011 - Costa Rica - Paola Chaverri Hoa hậu Hoàn vũ 2010 - Ai Cập - Donia Hamed Hoa hậu Quốc tế 2010 - Mexico - Gabriela Palacio - Hoa hậu Ảnh Hoa hậu Mỹ Latin 2010 - Puerto Rico: Amanda Vilanova - Á hậu 1 | Hoa hậu Hoàn vũ 2009 - Guatemala - Lourdes Figueroa Hoa hậu Quốc tế 2009 - Nam Phi - Bokang Montjane Hoa hậu Du lịch Quốc tế 2009 - Panama - Irene Núñez - Top 10 Hoa hậu người Hoa tại Toronto 2009 - Hồng Kông - Chu Hi Mẫn (Hyman Chu) - Giải mái tóc đẹp nhất Hoa hậu Hoàn vũ 2008 - Guam - Siera Robertson Hoa hậu Trái Đất 2008 - Guadeloupe - Frédérique Grainville - đại diện cho Martinique Hoa hậu Trái Đất 2007 - Nam Phi - Bokang Montjane - Top 16 - Sắc đẹp vì một mục tiêu - Perú - Odilia Garcia - Top 8 - Hoa hậu có hình thể đẹp nhất Nữ hoàng Du lịch Quốc tế 2007 - Bulgaria - Vania Peneva Hoa hậu Trái Đất 2006 - Canada - Riza Santos - Hoa hậu Ảnh |